# Bestuurlijke indeling van Transnistrië
De bestuurlijke indeling van Transnistrië bestaat naast de centrale overheid uit twee bestuurslagen, die overeenstemmen met de bestuurslagen van Moldavië.
- Het eerste niveau zijn de rajons (Раионул (Raionul), Район (Rajon)). Op dit niveau opereren ook de steden Tiraspol en Bender. De rajons hebben een door de regering benoemde administrateur.[1]
- Op lokaal niveau is Transnistrië verdeeld in steden (Оращ (Oraş), Город (Gorod), Місто (Misto)) en landraden (Комуне (Comune), Сільська рада (Sil'ska rada), Сельский совет (Sel'skij Sovet)).

Transnistrië heeft ook delen van Moldavische rajons onder controle, en Moldavië controleert delen van Transnistrische rajons die voor de rest in handen zijn van Transnistrië. 